# Нерці
Не́рці (рос. Нерцы) — присілок у складі Сюмсинського району Удмуртії, Росія.
Населення — 6 осіб (2010; 7 в 2002).
Національний склад (2002):
- удмурти — 100 %

## Урбаноніми[3]
- вулиці — Нерцинська